# Heinrich Wolf (Fotograf)

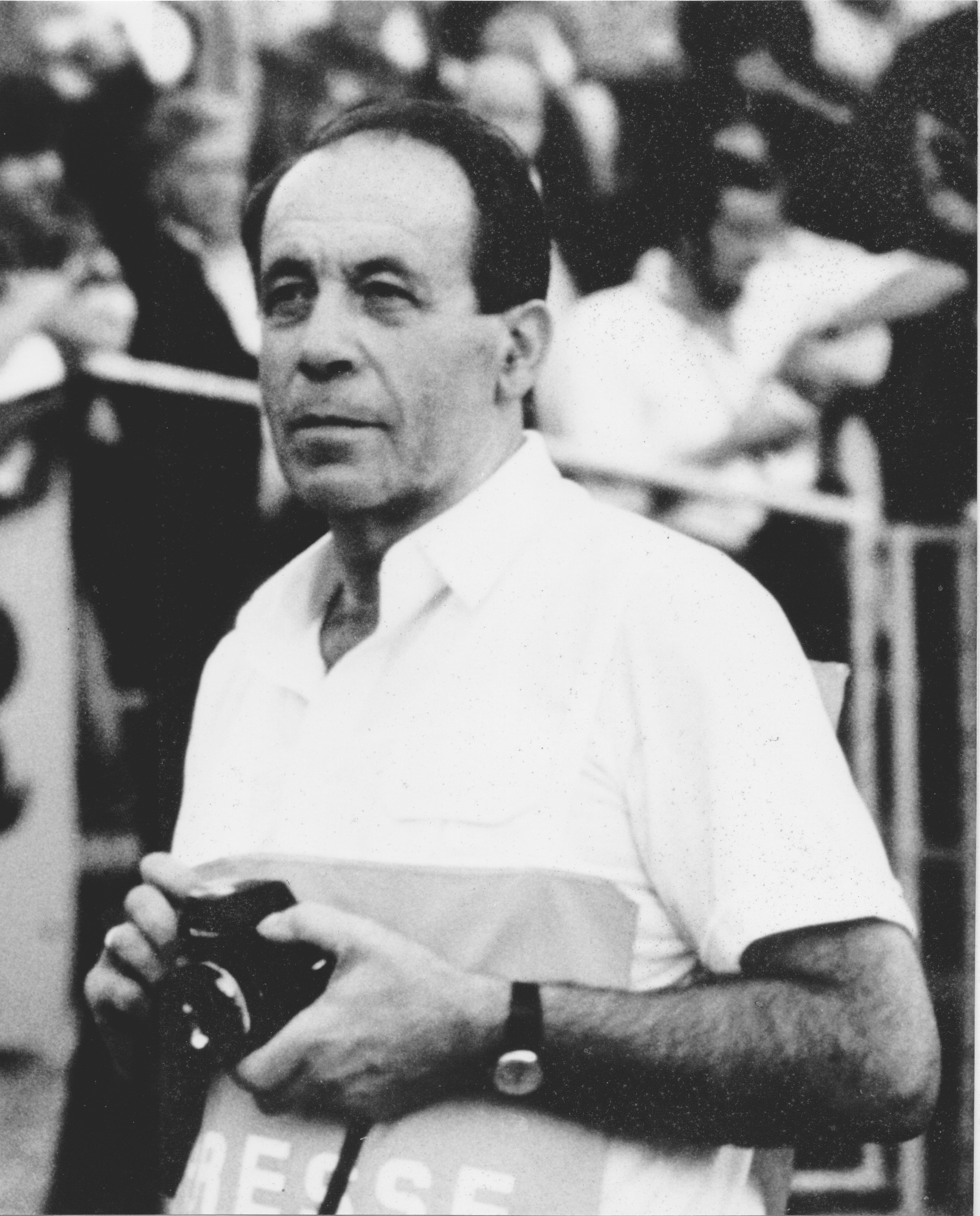
Heinrich Wolf, hier als Pressefotograf

Heinrich Wolf (* 2. November 1919 in Koblenz; † 25. Mai 1983 in Koblenz) war ein deutscher Fotograf. Er hielt seit den 1950er Jahren chronologisch den Aufbau und das Zeitgeschehen seiner Heimatstadt Koblenz im Bilde fest und war über Jahrzehnte als Chronist und Fotograf ein Mitarbeiter der lokalen und kirchlichen Presse. Er hinterließ ein Archiv von über 100.000 Aufnahmen und eine große Sammlung historischer Bilder.

## Leben
Heinrich Wolf wurde am 2. November 1919 am Florinsmarkt 12 mitten in der Altstadt von Koblenz geboren. Nach dem Schulbesuch erlernte er das Schlosserhandwerk. Von seinem ersten verdienten Geld kaufte er eine Kamera. Er engagierte sich früh in der Katholischen Jugend und nahm regen Anteil am kirchlichen Leben in Koblenz. So war er Führer bei der Sturmschar in der Gemeinde St. Josef und reiste mit anderen über 1.500 Mitgliedern der Sturmschar und der Pfadfinderschaft 1935 nach Rom. Auf der Heimreise wurde die Gruppe an der deutsch-schweizerischen Grenze auf Anordnung der Gestapo festgehalten und durchsucht. Alle persönlichen Dinge sowie die Ausrüstung wurden beschlagnahmt. Die Weiterreise wurde erst nach Protesten aus dem Ausland gestattet. Weitere Drangsalierung und eine Verhaftung durch die Nationalsozialisten folgten, er galt dem nationalsozialistischen Regime als politisch unzuverlässig, blieb aber weiterhin in der Katholischen Jugend aktiv. Er wurde drangsaliert und verhaftet.
Heinrich Wolf arbeitete von 1938 bis 1943 als Maschinenschlosser in Kiel und wurde schließlich zur Marine eingezogen. Nach Kriegsende kehrte er in seine Heimatstadt Koblenz zurück.
Die Mutter versteckte seine geliebte Kamera so gut, dass sie der Beschlagnahme durch die Besatzungsmacht entging. So entstanden die ersten Nachkriegsaufnahmen, obwohl Fotografieren verboten war.
1949 wurde Heinrich Wolf als Vertreter der Jugend in den Vorstand des Katholischen Lesevereins gewählt. Er gestaltete die Leserbriefe, die ein enormes Quellenmaterial über den Verein, aber auch über Koblenz enthalten. Nach 25-jähriger Vorstandstätigkeit wurde er 1974 zum Ehrenmitglied ernannt.
Seit 1949 gehörte er der Foto-Arbeitsgemeinschaft der VHS Koblenz an, aus der 1956 der Foto-Club-Koblenz hervorging, deren Vorsitzender er bis 1983 war. In dieser Zeit nahm er erfolgreich an den jährlichen Ausstellungen und Wettbewerben des VDAV teil.
1954 heiratete er Elisabeth Lux, mit der eine Tochter und vier Söhne hat.
Unter seinem Vorsitz entstanden 1956 die Ausstellung „Fotos auf der Wäscheleine“ in den Rheinanlagen in Koblenz und 1962 die Landesfotoschau im Koblenzer Schloss. 1956 erhielt er für ein Architekturfoto den Sonderpreis des Deutschen Städtetages. Bei der Internationalen Polizeiausstellung in Hannover 1966 gewann er den ersten Preis für die Aufnahme.
1964 stellte er unter Herausgeberschaft des Katholischen Lesevereins Koblenz die Broschüre „Koblenz vor dreißig Jahren – Die Stadt im Bombenhagel“ anlässlich des 30. Jahrestages der schweren Luftangriffe auf die Stadt zusammen. 
Mit dem Foto-Club knüpfte er Verbindungen zu den Foto-Clubs der Partnerstädte Haringey/England und Maastricht/Niederlande. 1974 gab es eine Ausstellung in Haringey und 1979 „Koblenzer sehen Maastricht – Maastricher sehen Koblenz“ in der Handwerkskammer Koblenz. 1975 war im Mittelrhein-Museum die Ausstellung zum 12-jährigen Jubiläum des Foto-Club-Koblenz mit einer Sonderschau Heinrich Wolfs über Koblenz zu sehen. Im selben Jahr stellte Heinrich Wolf im Auftrag des Katholischen Lesevereins aus Anlass der Jubiläums-Fotoausstellung des Foto-Club-Koblenz die Broschüre „Koblenz – Bilddokumente 1950–1975“ zusammen.
Die silberne Treuenadel des VDAV erhielt er 1980, die goldene Ehrennadel 1982 bei der Landesfotoschau im Künstlerhaus Metternich. Seine Ausstellung „Koblenzer Karneval“ im Mittelrhein-Museum 1982 ist vielen Koblenzern noch in Erinnerung. Den Verein „KG Rheinfreunde 1845 e. V. Koblenz Neuendorf“ konnte er 1980 als älteste Koblenzer Karnevalsgesellschaft bestimmen.
In vielen Büchern über Koblenz erscheinen seine Aufnahmen und heimatkundlichen Beiträge bis heute.
Für sein gesellschaftliches sowie fotografisches Engagement und Wirken wurden ihm 1978 der Altstadtpreis und 1982 das Bundesverdienstkreuz verliehen.
Am 25. Mai 1983 starb er im Alter von 63 Jahren.
(Quelle:)

## Nachwirkung
1989 veranstaltete die Stadt Koblenz mit dem Foto-Club-Koblenz und seiner Familie zum 70-jährigen Geburtstag die Ausstellung „Heinrich Wolf – Ein fotografisches Tagebuch 1950–1980“, zu der auch das gleichnamige Fotobuch im Görres-Verlag herausgegeben wurde.
Zur 2000-Jahr-Feier der Stadt Koblenz veranstaltete die Handelskammer Koblenz eine Ausstellung mit Aufnahmen aus dem Archiv Heinrich Wolf.
1997 zum 50-jährigen Bestehen des Landes Rheinland-Pfalz war er bei der Fotoschau „50 Jahre – 50 Bilder“ mit drei Aufnahmen vertreten und gewann mit der Aufnahme „Eilige Schulaufgaben auf dem Koblenzer Hauptbahnhof“ posthum den ersten Preis des Wettbewerbes.
Bei der Ausstellung des Landesmuseum Koblenz „Was heißt hier Rheinromantik“ 2002 wurde seine Aufnahme vom Deutschen Eck von 1958 als Titelbild und Plakatmotiv ausgewählt.
Auch 2008 in der Ausstellung „Bilder machen Leute“ der fotografischen Sammlung des Landes Rheinland-Pfalz war er mit einigen Aufnahmen vertreten.
2012 erschienen eine Vielzahl seiner Aufnahmen in dem Buch „Koblenz so wie es war“ von Rudolf Bauer im Droste-Verlag Düsseldorf.
In dem Buch „Die 50er Jahre“, das bundesweit von der Naumann & Göbel Verlagsgesellschaft Köln vertrieben wird, erschienen eine Reihe seiner Aufnahmen.
2013 war Heinrich Wolf mit einer Aufnahme bei der Ausstellung „The American Way – die USA in Deutschland“ des Hauses der Geschichte der Bundesrepublik Deutschland vertreten.
Seine Bilder sind in verschiedenen öffentlichen und privaten Sammlungen vertreten. Zeitzeugen schildern ihre Erinnerungen gerne anhand der Bilder.
Von April bis Oktober 2019 schwebte die vom Freunde der Bundesgartenschau Koblenz 2011 e.V. präsentierte Ausstellung „Kennen Sie Koblenz – Ansichten des Fotografen Heinrich Wolf“ als großformatige Bildtafeln in den Kabinen der Koblenzer Seilbahn. Familie Wolf veranstaltete anlässlich des 100. Geburtstags von Heinrich Wolf zusammen mit dem Foto-Club-Koblenz im Haus Metternich in Koblenz die Ausstellung „Augenblicke“, zu der auch das gleichnamige Fotobuch herausgegeben wurde.